# بريد ما قبل الطوابع
البريد قبل لصق الطابع، ويُسمى أيضًا بريد ما قبل الطوابع، هي رسائل تُحمل في أنظمة البريد قبل إصدار طوابع البريد. الغلاف الخالي من الطوابع هو وصف آخر ويشير عمومًا أيضًا إلى أي عنصر بريدي يُرسل قبل إصدار طوابع البريد، ولكنه قد يشير أيضًا إلى البريد المرسل، بعد إدخال طوابع البريد، غير مدفوع الأجر (كما كان مسموحًا به في العديد من البلدان) أو بدون الإشارة إلى الدفع المسبق عن طريق لصق طابع بريدي؛ كان من الممكن أن يكون قد دفع الرسم نقدًا مسبقًا ووضع علامة عليه بأنهُ مدفوع الأجر.

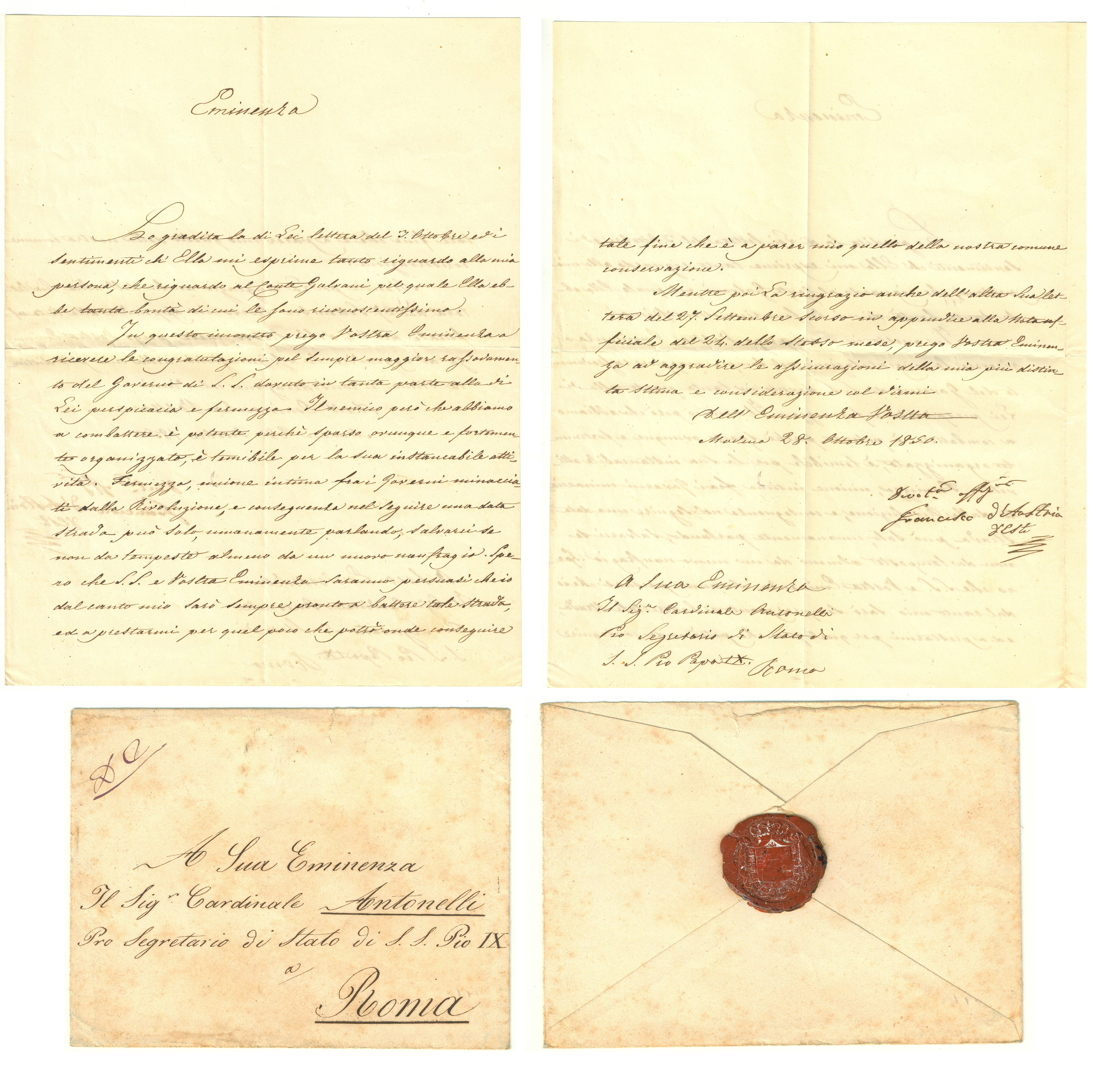
رسالة مرسلة بلا طوابع بخط اليد أرسلها دوق مودينا فرانسيس الخامس ملك النمسا-إستي إلى وزير خارجية البابا الكاردينال أنتونيلي عام 1850. من ضمن مجموعة فابيو فيراري

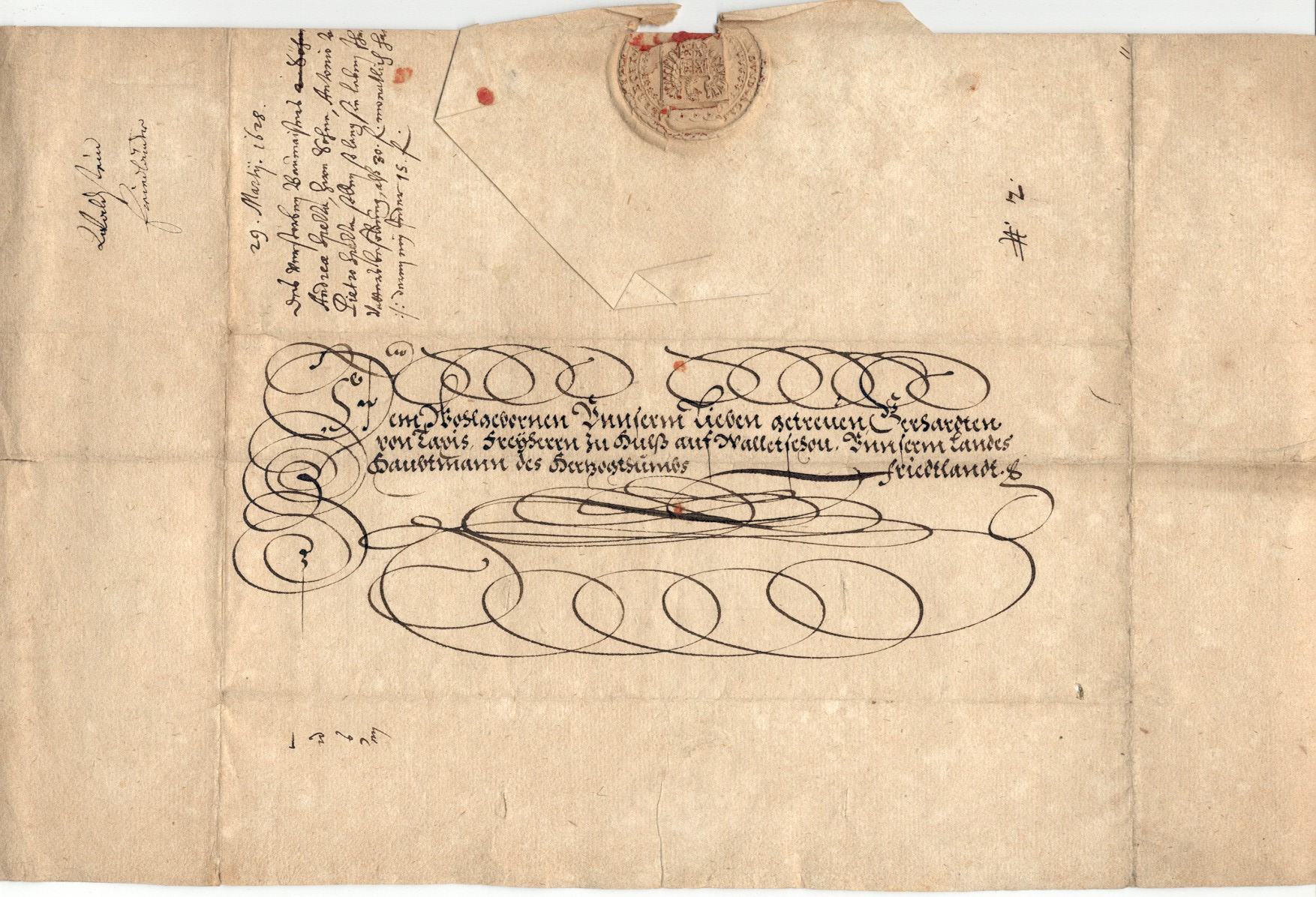
ورقة رسالة مفتوحة تعود إلى عام 1628 تُظهر طيات وعنوانًا وختمًا، مع كتابة الحرف على الوجه

عادةً ما يكون هذا البريد عبارة عن ورقة رسائل، لأن استخدام الأظرف لم يكن شائعًا إلا بعد ظهور طوابع البريد. يشمل البريد بلا طوابع ملصقة رسائل المحاكم والحكومة، بالإضافة إلى مواد من عامة الناس قبل إدخال خدمات البريد العام الرسمية. غالبًا ما يحمل البريد علامات مميزة للمدينة وغيرها من العلامات المطبقة عالميًا.

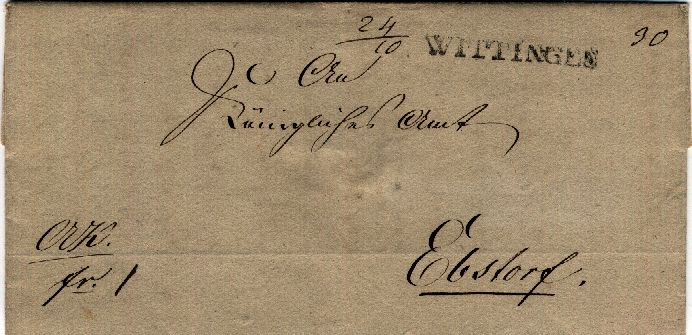
رسالة بريد بلا طوابع مسبقة الدفع تعود لعام 1834 يحمل ختمًا يدويًا لمدينة فيتينجن بخط مستقيم إلى إبسدورف

في المملكة المتحدة لبريطانيا العظمى وأيرلندا، كان البريد بلا طوابع هو القاعدة قبل إصدار طوابع البنس الأسود والبنسين الأزرق للاستخدام من قِبل مكتب البريد العام في 6 مايو 1840، وفي دول أخرى، كان البريد المستخدم بلا طوابع قبل اعتماد إدارة البريد في كل دولة لوضع الملصقات اللاصقة للإشارة إلى دفع رسوم البريد مسبقًا.
في الولايات المتحدة، كانت غالبية البريد غير اللاصق تُرسل بدون طوابع، مما يعني أن الشخص الذي يستلم الرسالة يدفع رسوم البريد. لم يكن هذا النوع من الرسائل يحمل علامة "مدفوع". لم يكن الدفع المسبق للبريد إلزاميًا في الولايات المتحدة الأمريكية حتى عام 1856. وقد أثر هذا بشكل كبير على مديري بريد المدن الصغيرة، حيث كانوا يحصلون على تعويضات بناءً على مبلغ البريد الذي يجمعونه.